# Network-attached storage
|  | Per a altres significats, vegeu «NAS». |

Icona xarxa de Samba

NAS (de l'anglès Network Attached Storage) és el nom donat a una tecnologia d'emmagatzematge dedicada a compartir la capacitat d'emmagatzematge d'un ordinador (Servidor) amb ordinadors personals o servidors clients a través d'una xarxa (normalment TCP/IP), fent ús d'un sistema operatiu optimitzat per donar accés amb els protocols CIFS, NFS, FTP o TFTP.
Generalment, els sistemes NAS són dispositius d'emmagatzematge específics als quals s'accedeix des dels equips a través de protocols de xarxa (normalment TCP/IP). També es podria considerar un sistema NAS a un servidor (Microsoft Windows, Linux, ...) que comparteix les seves unitats per xarxa, però la definició sol aplicar a sistemes específics.
Els protocols de comunicacions NAS estan basats en fitxers, el client sol·licita el fitxer complet al servidor el gestiona a localment, estan, doncs, orientats a la informació emmagatzemada en gran quantitat de fitxers de mida petita. Els protocols usats són protocols de compartició de fitxers com NFS o Microsoft Common Internet File System (CIFS).
Molts dels sistemes NAS compten amb un o més dispositius d'emmagatzematge per incrementar la seva capacitat total. Sovint, aquests dispositius estan disposats a RAID (Redundant Arrays of Independent Disks) o contenidors d'emmagatzematge redundant.

## NAShead
Un dispositiu maquinari simple, anomenat «NAS box" o "NAS head», actua com a interfície entre el NAS i els clients.
Els clients sempre es connecten al NAS head (i no als dispositius individuals d'emmagatzematge) a través d'una connexió Ethernet. El NAS apareix en la LAN com un simple node que és l'Adreça IP del dispositiu NAS head.
Aquests dispositius NAS no requereixen pantalla, ratolí o teclat, si no que posseïxen interfície web.

## Comparatives
L'oposat a NAS és la connexió DAS (Direct Attached Storage) mitjançant connexions SCSI o la connexió SAN (Storage Area Network) per fibra òptica, en ambdós casos amb targetes de connexió específiques a l'emmagatzematge. Aquestes connexions directes (DAS) són dedicades, normalment.
En la tecnologia NAS, les aplicacions i programes d'usuari fan les peticions de dades als sistemes de fitxers de manera remota mitjançant protocols CIFS i NFS, i l'emmagatzematge és local en el sistema de fitxers. No obstant això, DAS i SANT realitzen les peticions de dades directament al sistema de fitxers.
Els avantatges del NAS sobre la connexió directa (DAS) són la capacitat de compartir les unitats, un menor cost, la utilització de la mateixa infraestructura de xarxa i una gestió més senzilla. Per contra, NAS té un menor rendiment i fiabilitat al emprar l'ús compartit de les comunicacions.

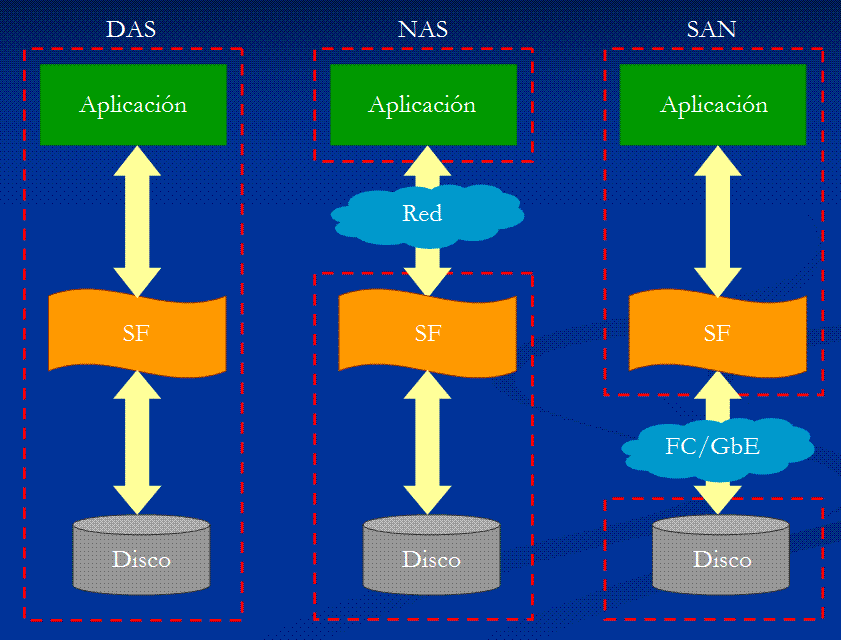
SANT vs NAS vs DAS. (SF: sistema de fitxers).
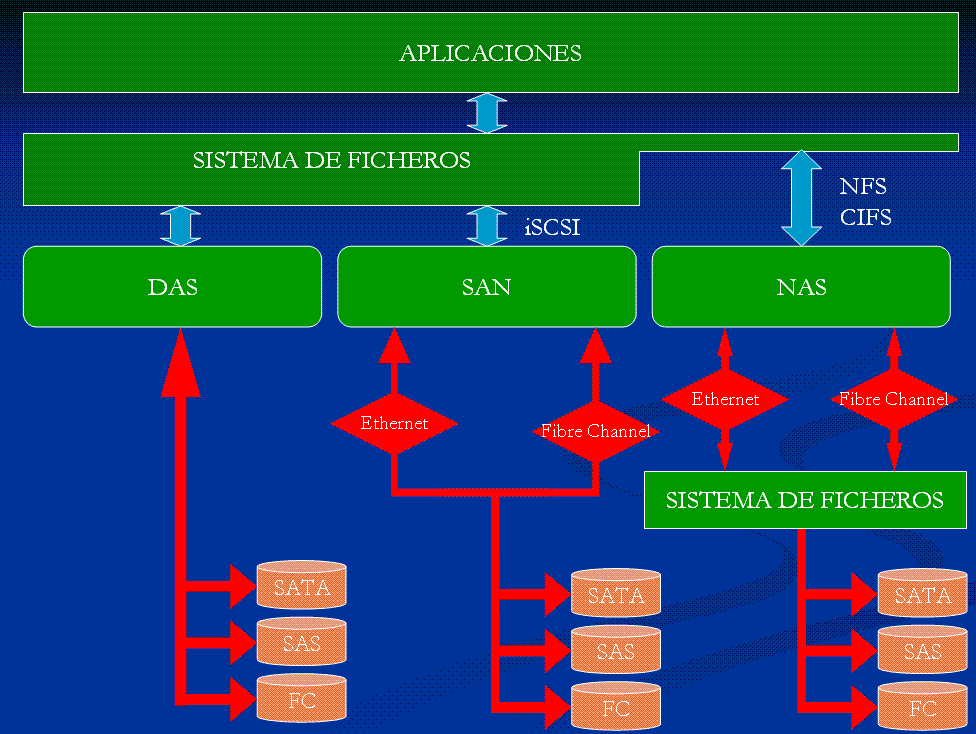
Esquema

Malgrat les diferències, NAS i SAN no són excloents i poden combinar-se en una mateixa solució: Híbrid SANT-NAS

## Usos de NAS
NAS és molt útil per proporcionar emmagatzematge centralitzat a ordinadors clients en entorns amb grans quantitats de dades. NAS pot habilitar sistemes fàcilment i amb baix cost amb balanç de càrrega, tolerància a fallades i servidor web per proveir serveis d'emmagatzematge. El creixement del mercat potencial per NAS és el mercat de consum on existeixen grans quantitats de dades multimèdia.
El preu de les aplicacions NAS ha baixat en els últims anys, oferint xarxes d'emmagatzematge flexibles per al consumidor domèstic amb un cost més baix que amb l'empra de discs HDD/SDD externs USB o FireWire
Algunes d'aquestes solucions per al mercat domèstic són desenvolupades per processadors ARM, PowerPC o MIPS que corren en sistemes operatius Linux encastat. Exemples d'aquests són Buffalo 's TeraStation «http://linuxdevices.com/articles/AT4447705222.html». Arxivat de l'original el 2006-01-05. [Consulta: 4 març 2013]. i Linksys NSLU2 -linux.html.

## Sistemes Operatius NAS per a usuaris de PC
Estan disponibles distribucions de programari lliure orientades a serveis NAS, Linux i FreeBSD, incloent FreeNAS, NASLite i Openfiler. Són configurables mitjançant interfície web i poden executar-se en ordinadors amb recursos limitats.
Existeixen distribucions en LiveCD, en memòries USB o des d'un dels discos durs muntats en el sistema.
Executen Samba, el domini Network File System i dominis de FTP que estan disponibles per a aquests sistemes operatius.

## Dispositius NAS
- Buffalo network-attached storage sèries
- EMC
- Network Appliance
- NSLU2
- Snap Server
- StoreVault
- Freenas
- Synology